# 2015年哈萨克斯坦总统选举
2015年哈萨克斯坦总统选举是哈萨克斯坦第五届总统选举，此次选举本应在2016年举行，但是被提前到2015年4月26日。2015年2月14日，哈萨克斯坦人民大会建议提前总统大选。呼吁书得到了哈萨克斯坦议会下院和上院的通过，哈萨克斯坦宪法委员会亦认定举行非例行总统选举符合宪法。2月25日，时任总统努尔苏丹·纳扎尔巴耶夫颁布总统令，宣布提前进行总统选举。这次总统选举共有3名候选人：祖国之光人民民主党候选人、时任总统努尔苏丹·纳扎尔巴耶夫，共产主义人民党候选人图尔根·斯德科夫和独立参选的阿布勒哈孜·库萨伊诺夫。纳扎尔巴耶夫自1991年哈萨克斯坦独立以来一直担任总统，选前外界认为他将毫无悬念地继续连任。4月26日，选举进入投票日。27日，哈萨克斯坦中央选举委员会发布初步计票结果。28日，最终计票结果发布。此次选举投票率为95.21%，纳扎尔巴耶夫得票97.7%，两个数字均创下新高。纳扎尔巴耶夫当选总统，并在4月29日宣誓就职。独立国家联合体、上海合作组织、集体安全条约组织等组织的观察团称赞选举透明、自由、民主、合法。歐洲安全與合作組織观察团评价此次选举组织管理有效，但是选民并没有真正的选择机会，哈萨克斯坦国内并没有真正的反对党。欧安组织还批评了哈萨克斯坦国内的言论自由限制和媒体限制。

## 提前选举
这一次总统选举本应在2016年举行。然而，2015年2月14日，哈萨克斯坦人民大会理事会上书哈萨克斯坦议会下院（马吉利斯），建议将总统大选提前。人民大会递交的呼吁书中说，此时全球经济疲软，地缘政治冲突不断，为了保证“光明大道”经济计划顺利实现，为了继续推进“哈萨克斯坦2050年发展战略”、保持哈萨克斯坦宏观经济政策的连续性和稳定性，有必要将总统大选提前。呼吁书还说，如果不提前总统选举，哈萨克斯坦只能在2016年同时进行议会下院选举和总统选举，同一年举行两场大选不利于宪法的实施。哈萨克斯坦人民大会成立于1995年，旨在促进民族团结、共同发展，时任哈萨克斯坦总统纳扎尔巴耶夫正是大会的主席。根据哈萨克斯坦宪法，大会在哈萨克斯坦议会拥有9席。
哈萨克斯坦人民大会上书议会之后，哈萨克斯坦各界纷纷响应。2月16日，哈萨克斯坦最大政党、由纳扎尔巴耶夫担任主席的祖国之光人民民主党宣布支持在2015年举行非例行总统选举，并呼吁哈萨克斯坦民众、政党及其他社会力量支持提前大选。2月17日，哈萨克斯坦共产主义人民党发布声明，声明称纳扎尔巴耶夫总统带领哈萨克斯坦在独立以来的24年里实现了经济发展、社会稳定、文化繁荣，国民生活水平明显提高，现今全球经济形势复杂，提前进行总统大选有利于国家的稳定和发展，希望国民支持提前选举。2月18日，哈萨克斯坦议会下院召开全体会议，审议了人民大会递交的呼吁书。马吉利斯支持人民大会的呼吁，并恳请总统纳扎尔巴耶夫同意人民大会的呼吁将总统选举提前。据报道，马吉利斯也收到了哈萨克斯坦各界关于提前总统选举的倡议。2月19日，哈萨克斯坦议会上院（参议院）通过了人民大会的呼吁书，请求总统纳扎尔巴耶夫同意这一呼吁。19日参议院的投票中，41名参议员投下支持票，1人投了反对票。有媒体报道，参议院全体会议的最后阶段，参议院再次就此投票，这次42名参议员全都投了赞成票。前一次投票出现的反对票被认作技术故障。参议院院长托卡耶夫称，有一名参议员疏忽大意投错了票。哈萨克国际通讯社报道，哈萨克斯坦总统府也收到了各地民众写给纳扎尔巴耶夫总统的信件，民众表达了对总统的拥戴，亦表达了对提前进行总统选举的支持。
哈萨克斯坦议会上院提请哈萨克斯坦宪法委员会就哈萨克斯坦宪法第41条第3-1款作出解释。2月24日，哈萨克斯坦宪法委员会认定，依照宪法第41条第3-1款，总统有权宣布举行非例行总统选举；依照宪法第41条第3款，非例行总统选举的时间不可与议会选举时间重合。因此，这次非例行总统选举符合哈萨克斯坦宪法规定。
2月25日，哈萨克斯坦总统纳扎尔巴耶夫会见参议院议长哈斯穆卓马尔特·托卡耶夫、马吉利斯议长哈比波拉·贾克波夫、总理卡里姆·马西莫夫、宪法委员会主席伊戈尔·罗戈夫。四人均对提前进行总统大选表示支持。随后，纳扎尔巴耶夫签署总统令，决定在4月26日提前进行总统选举。当天，他还向哈萨克斯坦全国发表了电视讲话。讲话中，他说总统选举和议会选举在同一年举行是违反宪法的；原本有两个方案，一是提前总统大选，二是经过全民公投延长现任总统的任期，他认为前者是最佳方案。他还提到，“哈萨克斯坦-2050”民主力量联盟也支持举行非例行总统选举。“哈萨克斯坦-2050”民主力量联盟覆盖了六大政党、十八家国家级社会组织以及五百个地区性非政府组织。从哈萨克斯坦人民大会提出动议，到总统纳扎尔巴耶夫签署总统令，只用了11天时间。
有评论认为，提前举行总统选举有效遏制了外界对纳扎尔巴耶夫接班人的猜测。还有评论说，这次选举并不是为了权力交接，而是为了巩固纳扎尔巴耶夫的权力。分析指出，提前举行总统选举已然成为哈萨克斯坦的政治传统。还有分析认为，此时全球石油价格处于低位，依赖石油工业的哈萨克斯坦经济困难，这时进行选举有利于现政府；如果不提前选举，等到经济状况变得更糟的时候再大选，现任总统的支持率将受到影响。

## 候选人
2015年2月26日，哈萨克斯坦中央选举委员会主席库万德科·图尔甘库洛夫宣布，中央选举委员会已经召开全体会议确定关于选举的所有事项。总统候选人提名阶段共21天，从2月26日至3月15日。候选人审核、注册工作在3月25日结束。3月26日开始竞选活动，竞选活动持续至4月24日。候选人的竞选经费可由个人或团体募集，但总额不能超过5.77亿坚戈。
根据哈萨克斯坦选举法，总统候选人应当出生于哈萨克斯坦、年龄超过40岁、在哈萨克斯坦居住15年以上、获得1%的选民连署、熟练掌握哈萨克语、没有犯罪记录。选民连署不仅要达到93,000份（合法选民的1%），还应该覆盖哈萨克斯坦14个州中的9个州，另外还须覆盖直辖市阿斯塔纳和阿拉木图。候选人需要交纳一笔106万坚戈的参选保证金，还需提交自己和配偶的纳税记录。2007年的宪法修正案规定，哈萨克斯坦总统任期为5年，最多连任两届，但是纳扎尔巴耶夫在此限制之外，他可以无限制连任。纳扎尔巴耶夫1989年成为哈萨克斯坦最高领导人，1991年哈萨克斯坦独立后一直担任总统。为确保候选人可以熟练使用哈萨克语，中央选举委员会对总统候选人进行哈萨克语知识考试。考试分为三个部分，分别考察候选人的书写、朗读、口头表达能力。
2月25日，纳扎尔巴耶夫签署提前举行选举的总统令时表示，他将在稍后决定是否参选。3月11日，祖国之光人民民主党在阿斯塔纳召开第十六届党代表大会。会上，全党一致推举党主席纳扎尔巴耶夫作为祖国之光党候选人参加总统选举。纳扎尔巴耶夫表示接受大会决定。他随后参加并顺利通过了语言考试。3月15日，哈萨克斯坦中央选举委员会公告，纳扎尔巴耶夫已完成所有程序，成为本次总统选举的第一位候选人。纳扎尔巴耶夫收集的选民签名超过56万份，覆盖了哈萨克斯坦的所有地区。3月25日，哈萨克斯坦中央选举委员会宣布，共有3人获得参选资格：
- 努尔苏丹·纳扎尔巴耶夫，祖国之光主席，时任总统
- 图尔根·斯德科夫（俄语：Сыздыков, Тургун Искакович）（图尔根·伊斯卡克吾勒·斯德科夫），哈萨克斯坦共产主义人民党领导人
- 阿布勒哈孜·库萨伊诺夫（俄语：Кусаинов, Абельгази Калиакпарович）（‎，阿布勒哈孜·哈利阿克帕尔吾勒·库萨伊诺夫），独立参选，哈萨克斯坦工会联合会主席

提名阶段，共有27人递交申请，其中2人为政党提名，其余25人为自荐。但是，由于哈萨克语考试不合格、连署书数量不够等原因，只有如上3人获得资格。

## 竞选
竞选活动在3月26日正式开始。哈萨克斯坦中央选举委员会为每位候选人提供发表15分钟电视演说、10分钟广播演说、两篇报纸宣传文章的权利。政府为每位候选人提供701万坚戈的竞选基金。
纳扎尔巴耶夫的竞选纲领是其在3月11日祖国之光党第16届代表大会上提出的五条改革方针：一、建立新型、专业、独立的国家机构，保证经济发展顺利，政府服务高效；二、法律至上，保护所有权，提供良好的企业经营条件；三、推进工业化，发展多种经营，保证经济增速稳定；四、“建设未来统一的民族”；五、建设透明、开放国家。共产主义人民党候选人图尔根·斯德科夫在3月31日发表了竞选纲领。他说，共产主义人民党赞同共产主义，信奉马克思列宁主义。他还提到，该党特别当心西方文化和价值观的消极影响。他举了西方电影、文学的例子，认为这体现了西方文化的暴力和堕落。他还反对快餐。他说，西方快餐企业对食品配方保密，原因在于食品中添加了禁止使用的、不可食用的成分。另一名候选人阿布勒哈孜·库萨伊诺夫则着眼工业安全和环境保护。选前，外界看好纳扎尔巴耶夫以绝对优势赢得连任。

## 投票

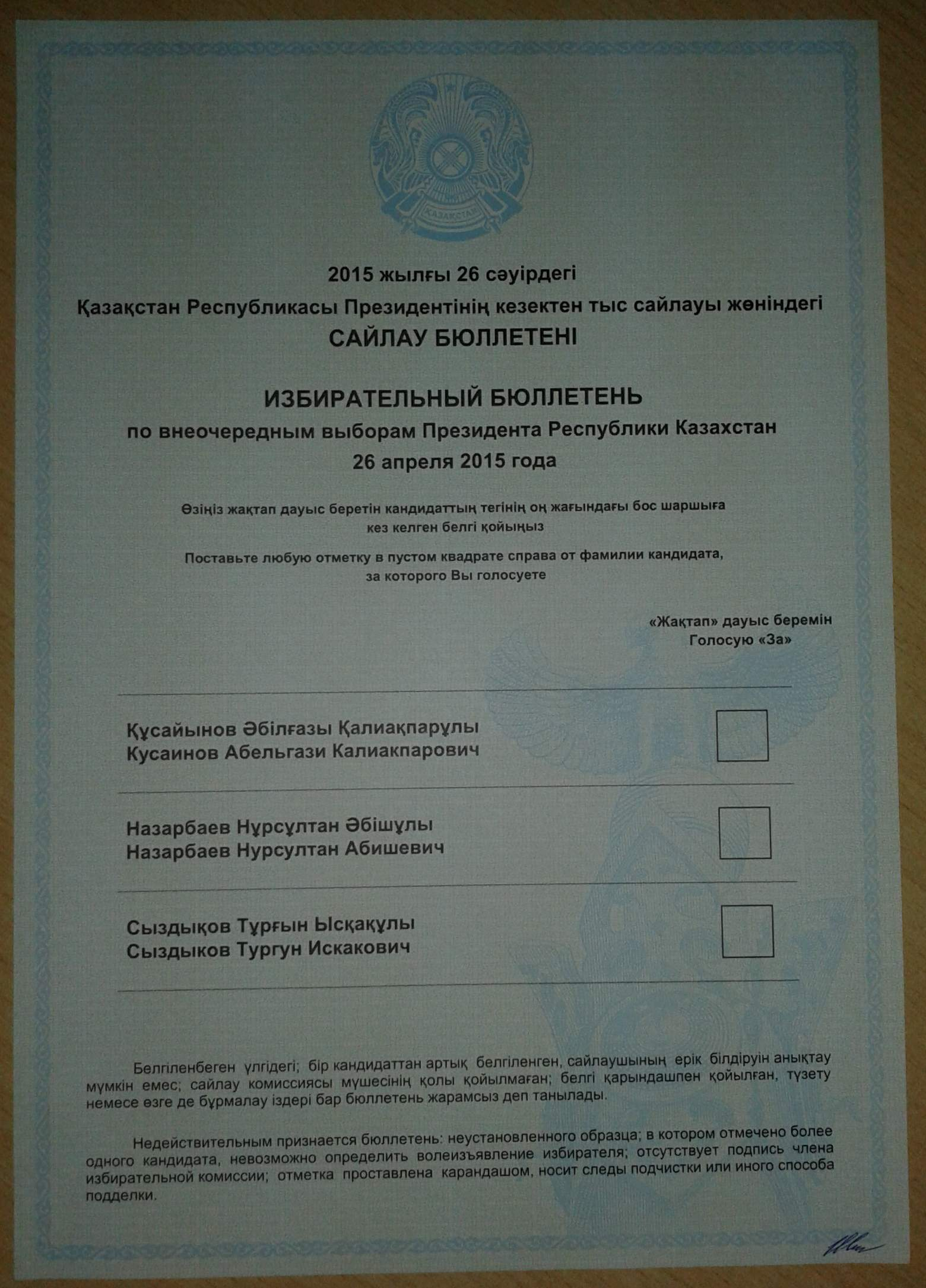
选票

4月25日0时起，哈萨克斯坦境内禁止竞选活动，选举进入“肃静日”。投票自当地时间4月26日7时开始，至20时结束。哈萨克斯坦西部地区阿克托别州、阿特劳州、曼格斯套州、西哈萨克斯坦州等地与首都阿斯塔纳有1小时的时差，所以哈萨克斯坦本土投票在阿斯塔纳时间21时结束。此次选举共有注册选民9,547,864人，哈萨克斯坦国内设9,741个投票站，还有65个海外投票站。负责计票的工作人员约有69,750人。

## 监督
这次选举中，来自其他国家、国际组织、他国媒体的观察员共计1,026名。其中，37个国家共派出116名观察员。来自国际组织的观察员有歐洲安全與合作組織的293人，独立国家联合体观察员410人，上海合作组织观察员10人，突厥语国家合作委员会观察员15人，突厥语国家议会联合会11人，伊斯兰合作组织3人。媒体代表来自37个国家，共计168人。选举结束后，哈萨克斯坦媒体阿斯塔纳时报（Astana Times）报道，来自欧美国家的数名观察员对此次选举的透明度给以好评。上海合作组织秘书长德米特里·梅津采夫总结称，此次选举透明、自由、民主，符合哈萨克斯坦选举法，达到了国际公认标准。独联体观察团团长、集体安全条约组织观察团团长也给出了类似的好评。歐洲安全與合作組織发布的初步报告认为此次选举的管理工作有效率，但也指出这次选举中选民其实没有真正的选择机会。歐洲安全與合作組織的负责人声称，纳扎尔巴耶夫和他的政党主宰了哈萨克斯坦的政治，哈萨克斯坦国内并没有真正的反对党，哈萨克斯坦国内的言论自由受到限制，媒体环境也受到强力监管；很多政府官员参加了纳扎尔巴耶夫总统的竞选活动，祖国之光党的办公地点时常在政府机关大楼中，模糊了政党和政府的界限；有报告称有人向部分选民施压，迫使他们参加竞选集会。

## 结果
| 2015年4月26日哈萨克斯坦总统选举                  |           |        |
| 候选人及党派                                     | 得票      | %      |
| 努尔苏丹·纳扎尔巴耶夫 – 祖国之光                 | 8,833,250 | 97.75  |
| 图尔根·斯德科夫 – 哈萨克斯坦共产主义人民党       | 145,756   | 1.61   |
| 阿布勒哈孜·库萨伊诺夫 – 独立参选                 | 57,718    | 0.64   |
| 白票／无效票                                     | 54,196    | –      |
| 总计                                             | 9,090,920 | 100.00 |
| 注册选民／投票率                                 | 9,547,864 | 95.21  |
| 来源: 哈通社（页面存档备份，存于）中央选举委员会 |           |        |

根据选举法，得票超过50%的候选人当选总统；如果首轮投票中没有一位候选人得票超过50%，则由得票最多的两名候选人进行第二轮选举，第二轮选举中得票多者当选。4月27日凌晨，哈萨克斯坦民主研究院院长在新闻发布会上宣称，投票后的出口民调显示97.5%的选民支持纳扎尔巴耶夫。4月27日上午，哈萨克斯坦中央选举委员会主席库万德科·图尔甘库洛夫在新闻发布会上宣布了初步计票结果：纳扎尔巴耶夫得票97.7%，图尔根·斯德科夫得票1.6%，阿布勒哈孜·库萨伊诺夫得票0.7%。这次选举的投票率为95.21%。根据哈萨克斯坦选举法，正式选举结果应当在选举7日内（即5月3日以前）公布。4月28日上午，中央选举委员会主席图尔甘库洛夫公布了哈萨克斯坦总统选举的最终计票结果，确认纳扎尔巴耶夫当选。纳扎尔巴耶夫的就职典礼定于4月29日在阿斯塔纳举行。哈萨克斯坦政治学家丹尼尔·阿申巴耶夫表示，此次选举创下了两项世界纪录，其一是投票率，其二是纳扎尔巴耶夫的得票率。